# Anna Jordánová

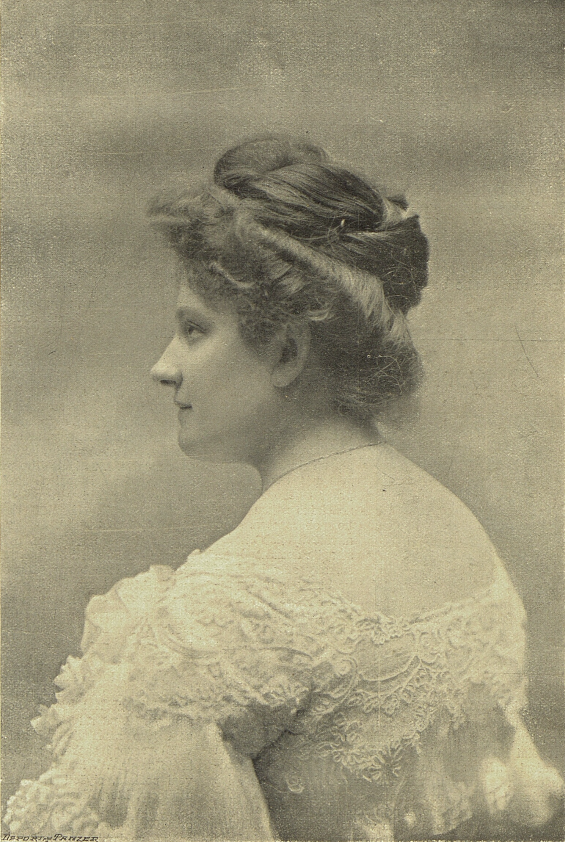

Anna Jordánová, auch Anna Slavik, geborene Anna Slavíková, (11. Mai 1877 in Bořetice bei Neustupow – 2. April 1948 in Jindřichův Hradec) war eine tschechische Opernsängerin (Sopran).

## Leben
Die Tochter eines Werkmeisters absolvierte das Brünner Lehrbildungsinstitut. Ihre gesangliche Ausbildung erhielt sie beim Chordirektor der dortigen St.-Jakobs-Kirche, B. Krejčí.
Slavíková fand ihr erstes Engagement 1895 in Olmütz. Von dort wechselte sie an das Deutsche Theater in Brünn und wurde zum 1. September 1898 nach erfolgreichem Gastspiel als „Margarete“ und „Pamina“ an das Hoftheater Darmstadt verpflichtet. 1901 schied sie aus dem Verband des Hoftheaters. Anschließend gehörte sie bis 1914 zum Ensemble des Prager Nationaltheaters. Wegen ihrer Eigenmächtigkeiten und Launen geriet sie einige Male in Konflikte mit der Theaterleitung. Ende 1913 ließ sich die Sängerin für Gesangsstudien bei Teresa Arklowa in Mailand freistellen und verlängerte ihren Urlaub nach Gutdünken, so dass die Premiere von Adolf Piskáčeks Oper Ughlu verschoben werden musste. Ihr am 28. Juni 1914 auslaufender Vertrag wurde daraufhin nicht verlängert. In den 1920er Jahren konzertierte Jordánová in Prag und anderen Städten der Tschechoslowakei.
Sie vertrat das Fach der ersten jugendlichen Sängerin und wusste sich die Gunst des Publikums zu erringen. „Elsa“, „Elisabeth“ (Tannhäuser), „Sieglinde“, „Bettlerin vom Pont des Art“ (Karl von Kaskel), „Agathe“ gehörten zu ihren beliebtesten Leistungen.